# Carpinteria
Carpinteria é uma cidade localizada no estado americano da Califórnia, no Condado de Santa Bárbara. Foi incorporada em 28 de setembro de 1965.

## Geografia
De acordo com o United States Census Bureau, a cidade tem uma área de 24 km², onde 6,7 km² estão cobertos por terra e 17,3 km² por água.

### Localidades na vizinhança
O diagrama seguinte representa as localidades num raio de 24 km ao redor de Carpinteria. 

## Demografia
Segundo o censo nacional de 2010, a sua população é de 13 040 habitantes e sua densidade populacional é de 1 943,93 hab/km². Possui 5 429 residências, que resulta em uma densidade de 809,32 residências/km².